# Pipistrellus aladdin
Pipistrellus aladdin є видом кажанів родини Vespertilionidae. Зустрічається в Середній Азії та Афганістані. МСОП оцінює його як брак даних.

## Таксономія
Він був описаний як новий вид у 1905 році британським теріогом Олдфілдом Томасом. Голотип був зібраний поблизу Ісфахана, Іран, Річардом Боуеном Вуснамом під час експедиції під керівництвом Артура Черчілля Бейлварда. З тих пір його таксономічний статус обговорюється: різні автори вважали його повноцінним видом або підвидом P. coromandra або P. pipistrellus. Станом на 2023 рік його статус залишається предметом суперечок, і Інтегрована система таксономічної інформації вважає його недійсним.

## Опис
Зовні він схожий на P. pipistrellus, але має світліше хутро. Край його махових перетинок крил і хвоста білий. Загальна довжина особин становить 69–82 мм, довжина передпліччя – 27–35 мм. Вага 3,4–5,6 г.

## Середовище проживання й екологія
Кажан зустрічається в Афганістані, Китаї, Ірані, Казахстані, Киргизстані, Таджикистані, Туркменістані та Узбекистані. Мешкає у відкритих лісах, напівпустелях, сільськогосподарських угіддях, сільських садах і міських районах, і ночує переважно в будівлях, на деревах, у тріщинах скель і печерах. Pipistrellus aladdin є комахоїдним, поїдає дрібних метеликів і мух.